# Augustyn (Winogradski)
Augustyn, imię świeckie Aleksiej Wasiljewicz Winogradski (ur. 23 lutego?/6 marca 1766 w Moskwie, zm. 19 lutego?/3 marca 1819 tamże) – rosyjski biskup prawosławny.

## Życiorys
Był synem kapłana prawosławnego, zajmującego się ponadto pisaniem ikon. W 1787 ukończył Moskiewską Akademię Duchowną. Od 1787 do 1788 nauczał w pierierwinskim seminarium duchownym, następnie od 1788 do 1792 był wykładowcą gramatyki i retoryki w seminarium przy Ławrze Troicko-Siergijewskiej. W 1792 został jego prefektem i wykładowcą filozofii. 17 stycznia 1794 złożył wieczyste śluby mnisze; jeszcze w tym samym roku został wyświęcony na hieromnicha. W 1795 mianowano go rektorem seminarium przy Ławrze.
W 1798 otrzymał godność archimandryty i został przełożonym Łużeckiego Terapontowskiego Monasteru Narodzenia Matki Bożej w Możajsku, pozostając rektorem seminarium. W 1801 oficjalnie przeniesiony do monasteru Objawienia Pańskiego w Moskwie, faktycznie żył jednak nadal w Ławrze Troicko-Siergijewskiej, w rezydencji metropolity moskiewskiego Platona. W grudniu 1801 został przełożonym Monasteru Zaikonospasskiego i rektorem Moskiewskiej Akademii Duchownej. W 1802 był ponadto cenzorem literatury cerkiewnej drukowanej w Moskwie. Od 1803 do 1804 służył w różnych cerkwiach Petersburga.
6 lub 7 lutego 1804 miała miejsce jego chirotonia na biskupa dmitrowskiego, wikariusza eparchii moskiewskiej. Ceremonia odbyła się w cerkwi Zwiastowania w ławrze św. Aleksandra Newskiego w Petersburgu. Tradycyjnie łączył urząd z obowiązkami przełożonego monasteru św. Sawy Storożewskiego. Od 1811 był faktycznym administratorem eparchii moskiewskiej w związku z chorobą metropolity Platona; po jego śmierci w 1812 objął jej zarząd jako ordynariusz.
Był znakomitym kaznodzieją, pisał również wiersze. W 1812, w czasie inwazji Napoleona na Rosję wzywał mieszkańców Moskwy do obrony kraju. W czasie bitwy pod Borodino prowadził w mieście procesje ze szczególnie czczonymi ikonami Matki Bożej. Przed ewakuacją Moskwy polecił przewieźć najcenniejsze wyposażenie cerkwi starej stolicy Rosji, szaty patriarsze i bibliotekę synodalną do Wołogdy. Sam przewiózł do Włodzimierza przechowywaną w Moskwie kopię Iwerskiej Ikony Matki Bożej.
W 1814 został podniesiony do godności arcybiskupa. Od 1818 posługiwał się tytułem arcybiskupa moskiewskiego i kołomieńskiego. Zmarł na gruźlicę w roku następnym i został pochowany w soborze Zaśnięcia Matki Bożej w Ławrze Troicko-Siergijewskiej.